# Lietuvos Nacionalinis Radijas ir Televizija
A Lietuvos Nacionalinis Radijas ir Televizija é uma empresa pública de rádio e televisão da Lituânia. A companhia opera os dois canais nacionais de televisão pública, um internacional, três estações de rádio públicas nacionais e dois portais online. Tem prestado serviço regular de rádio e de televisão desde 1926 (rádio) e desde 1957 (televisão). A empresa está sediada em Vilnius, a capital da Lituânia, e é o maior conglomerado de comunicação social do país.
A empresa é membro pleno da União Europeia de Radiodifusão desde 1 de janeiro de 1993.

## História
A Rádio Lituana surgiu numa época semelhante às emissoras nacionais de muitos outros países europeus. Na noite de 12 de junho de 1926, a Estação de Rádio de Kaunas iniciou as suas emissões regulares, e transmitia notícias, previsões meteorológicas de jornais, e músicas. As atividades do estúdio eram supervisionadas pelo Conselho de Rádio, criado especificamente para o efeito. No final de 1926, após a ligação do estúdio de rádio ao Teatro Estatal de Kaunas por fios telefónicos, as óperas começaram a ser transmitidas. Nessa altura, existiam 323 recetores de rádio na Lituânia.
Em 1929, foi criada a instituição "Radiofonas Valstybės" (Radiodifusão Estatal) sob a autoridade do Ministro da Educação e, três anos mais tarde, começaram a transmitir notícias desportivas. Em 1933, foram transmitidos, pela primeira vez, o toque dos sinos de Natal da Basílica da Natividade, em Belém.
Em 1939, Vilnius foi devolvida à Lituânia, juntamente com a estação de rádio da cidade, construída pelos polacos em 1927. Começou a funcionar como filial de Vilnius da Rádiofonia Estatal a partir de novembro de 1939. Nessa altura, já existiam 77 562 assinantes de rádio no país.

### Segunda Guerra Mundial
A 15 de junho de 1940, a Rádio Estatal foi ocupada pelo Exército Vermelho, reorganizada e incorporada no Comité de Rádio e Radiodifusão da URSS, a 26 de outubro do mesmo ano. Foram criadas novas redações, começaram a ser transmitidas aulas de russo, palestras sobre marxismo e leninismo e concertos de soldados do Exército Vermelho. As relações com os países da Europa Ocidental foram cortadas e a rádio tornou-se uma plataforma de propaganda estalinista. No entanto, no ano seguinte, a rádio foi tomada pelos nazis, com o alemão a substituir o russo nas emissões, e a substituição da censura estalinista pela nazi. Apesar da mudança de língua, foi possível continuar a transmissão diária de um concerto de música lituana, graças aos esforços dos trabalhadores lituanos da rádio.
Em 1944, com o avanço do Exército Vermelho na Lituânia, os alemães levaram o equipamento das estações de rádio de Kaunas, Vilnius e Klaipėda para a Alemanha e fizeram explodir a estação de rádio de Kaunas, posteriormente reconstruida. Após a derrota dos nazis, os soviéticos retomaram o controlo da Lituânia, tendo mantido a censura na rádio, com os textos a terem de serem previamente aprovados pela Glavlit, que emitia uma autorização de transmissão.

### Domínio soviético e surgimento da televisão

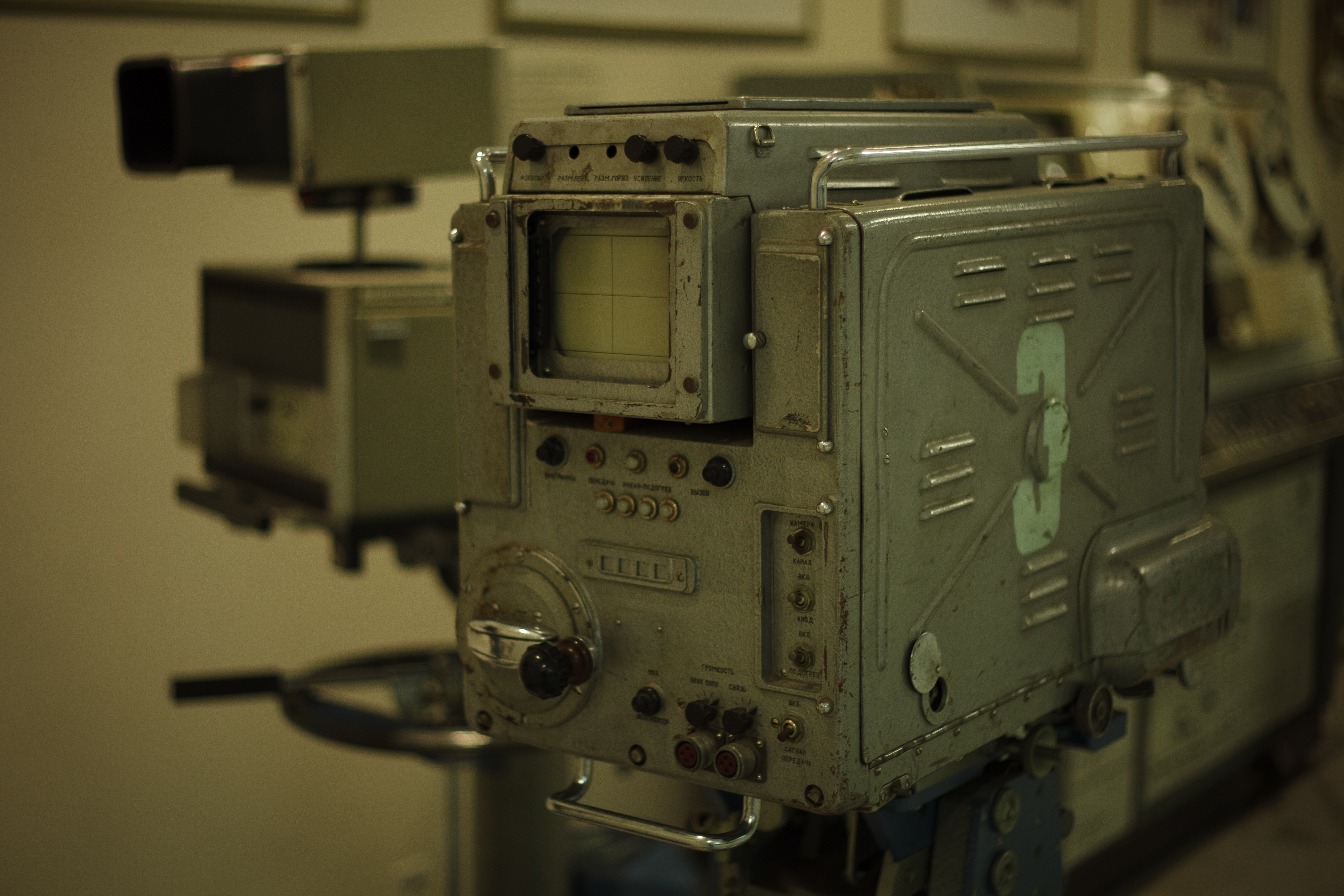
Uma das primeiras câmaras de televisão, em exposição no Museu da Televisão lituano.

No final da década de 1940, a rádio estava equipada com equipamento de gravação de som, e as gravações eram feitas apenas em horários pré-encomendados pela redação. O primeiro aparelho alemão recebido pesava cerca de 100 kg, e a partir dele eram transmitidos programas informativos.
Em junho de 1953, foi criado o Conselho Principal de Informação Rádio do Ministério da Cultura, subordinado ao Conselho Principal de Informação Rádio do Ministério da Cultura da URSS, e em 1956, começou a ser transmitido o segundo programa de rádio, a LRT Klasika.
A 25 de fevereiro de 1957, o Estúdio de Televisão de Vilnius foi criado pelo Despacho nº 71 do Ministério da Cultura da RSS da Lituânia, e Stanislava Borisienė, anteriormente Vice-Chefe do Conselho Principal de Informação sobre Rádio, foi nomeada sua diretora. A 30 de abril de 1957, foi transmitido o primeiro programa do Estúdio de Televisão de Vilnius, o que assinala o nascimento oficial da televisão no país. Em Junho de 1957, a rádio e a televisão foram fundidas num único organismo, o Comité de Rádio e Televisão, sob a tutela do Conselho de Ministros da RSS da Lituânia.
Em 1965, começaram as emissões de rádio em inglês no estrangeiro. Já a partir da década de 1970, através dos recetores VEF-12, começaram a ser transmitidos programas da Voz da América, da Rádio Vaticano e da Radio Free Europe / Radio Liberty.
A 26 de fevereiro de 1975, foi transmitido o primeiro programa de televisão a cores da Lituânia.
No início da década de 1980, a rádio transmitiu a primeira ópera lituana, "Birutė", e iniciou os preparativos para a modernização: um estúdio de rádio e um complexo de equipamentos na Rua S. Konarskio, em Vilnius, onde atualmente funciona a LRT. Em 1986, a censura da Glavlit fez com que o acidente nuclear de Chernobil só fosse noticiado no país mais de uma semana depois. Em 1989, a rádio e a televisão acompanharam a Cadeia Báltica, cordão humano que uniu as três capitais bálticas - Tallinn, Riga e Vilnius - como protesto pelos 50º aniversário do Pacto Molotov-Ribbentrop.

### Pós-independência

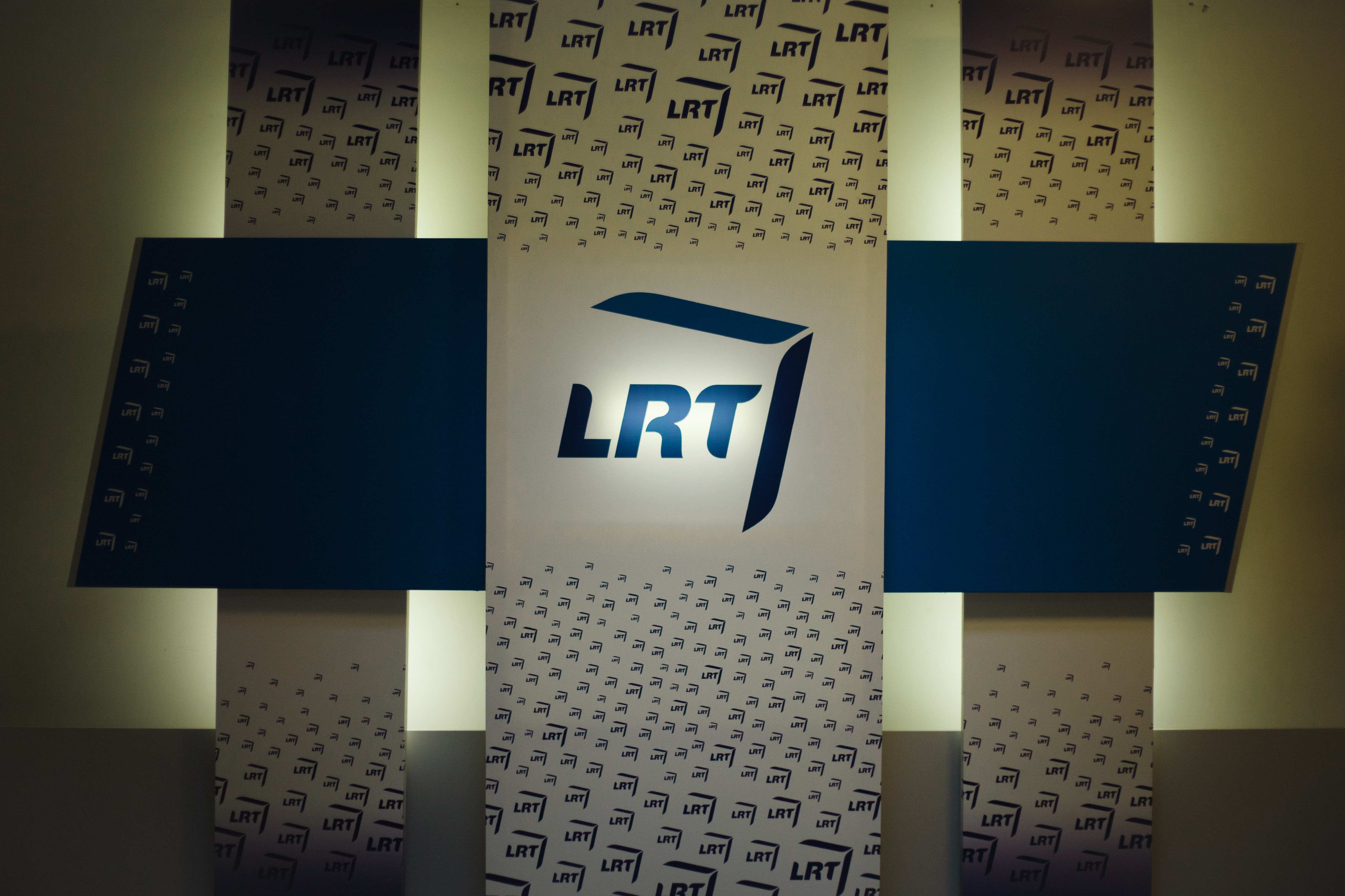
Entrada dos estúdios da LRT.

Apesar da restauração da independência face à União Soviética ter sido declarada em 1990, o dia 13 de janeiro de 1991 foi marcado pela ocupação de tanques soviéticos dos estúdios de rádio e televisão, para impor uma agenda anti-independência nos meios de comunicação lituanos. Às câmaras da televisão, a jornalista Eglė Bučelytė afirmou "Não seremos expulsos daqui à força". Milhares de pessoas desarmadas resistiram, catorze das quais morreram, com a ocupação a durar 122 dias. Este foi um dos acontecimentos que teve lugar durante os Eventos de Janeiro.
A 1 de janeiro de 1993, a LRT tornou-se membro da União Europeia de Radiodifusão, e a 8 de outubro de 1996, tornou-se a instituição pública estatal Rádio e Televisão Nacional Lituanas, que assumiu todos os direitos e obrigações da Rádio e Televisão Lituanas.
Em 1998, a LRT criou o seu site oficial e, no início do século XXI, começou a expandir a sua rede de canais: em 2003, foi criado um segundo canal de televisão nacional (LTV2, atual LRT Plius), seguindo-se a rádio jovem LRT Opus, em 2006, e o canal internacional LRT Lituanica, em 2007. Nesse último ano, a LRT começou um projeto de conversão de milhares de horas de filme e vídeo em versão digital, com o exemplar mais antigo a datar de 1895.

## Financiamento
As operações da LRT são financiadas pelos contribuintes. O seu orçamento depende diretamente dos impostos cobrados no penúltimo ano, tendo o estado alocado 1,5% do imposto sobre o rendimento das pessoas singulares e 1,3% dos impostos especiais de consumo cobrados. O orçamento da LRT para 2025 é de 79,6 milhões de euros. As projeções orçamentais para 2026 e 2027 preveem dotações de 87,8 milhões de euros e 97,1 milhões de euros, respetivamente.
Entre 1992 e 2015, a LRT era financiada através de receitas publicitárias.

## Canais de televisão

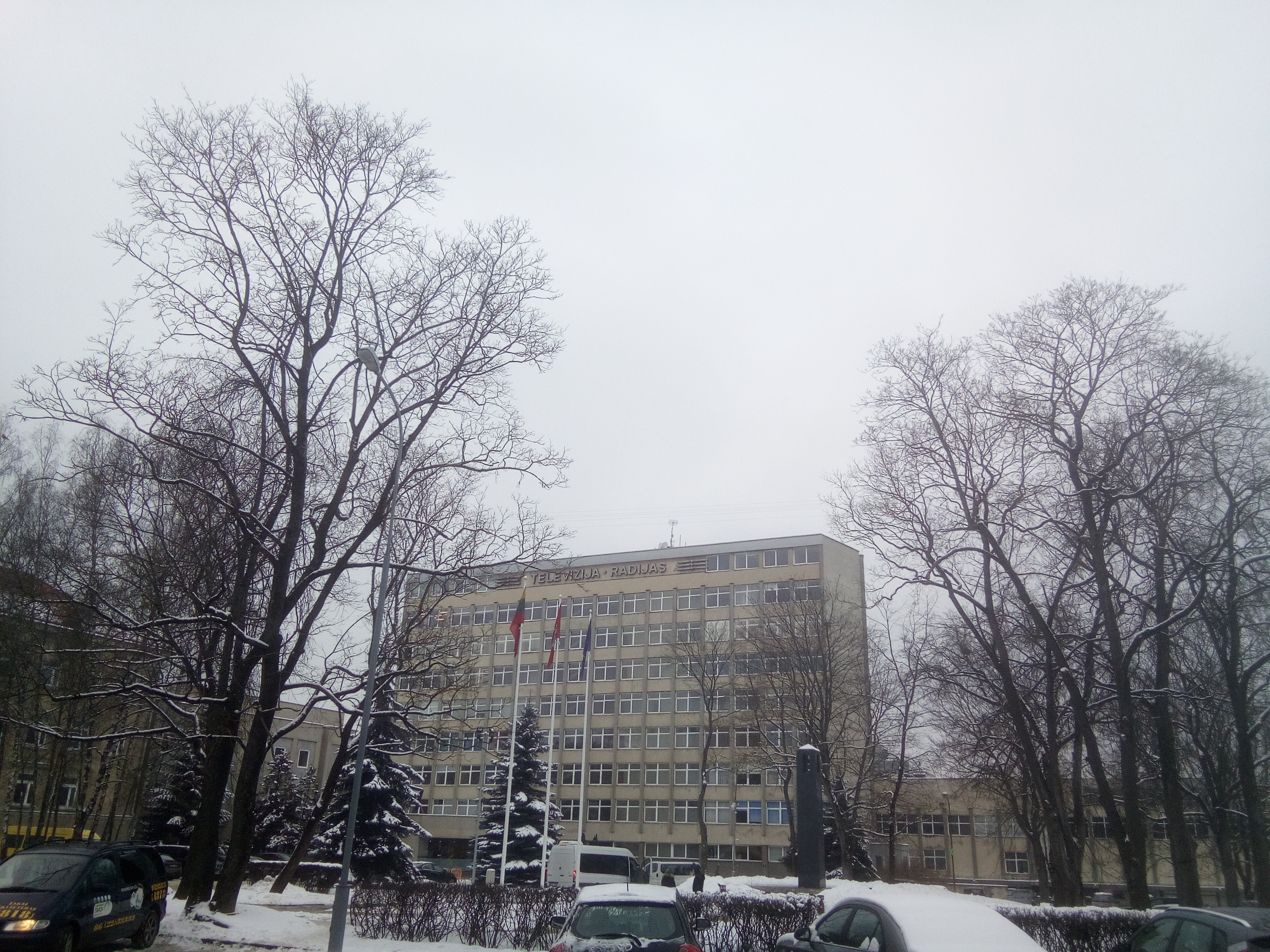
Estúdios de televisão.

Atualmente, a LRT é constituída pelos seguintes canais:
| Logótipo | Canal          | Descrição | Fundação                          |
| -------- | -------------- | --- | --------------------------------- |
|          | LRT televizija | Principal canal, com programação com predominância nas notícias, dramaturgia, documentários, filmes, cultura e entretenimento. | 30 de abril de 1957 (68 anos)     |
|          | LRT Plius      | Canal secundário, com foco na programação cultural e desportiva.                                                               | 16 de fevereiro de 2003 (22 anos) |
|          | LRT Lituanica  | Canal emitido para o estrangeiro, consiste numa programação dos restantes dois canais.                                         | 23 de setembro de 2007 (17 anos)  |

## Canais de rádio

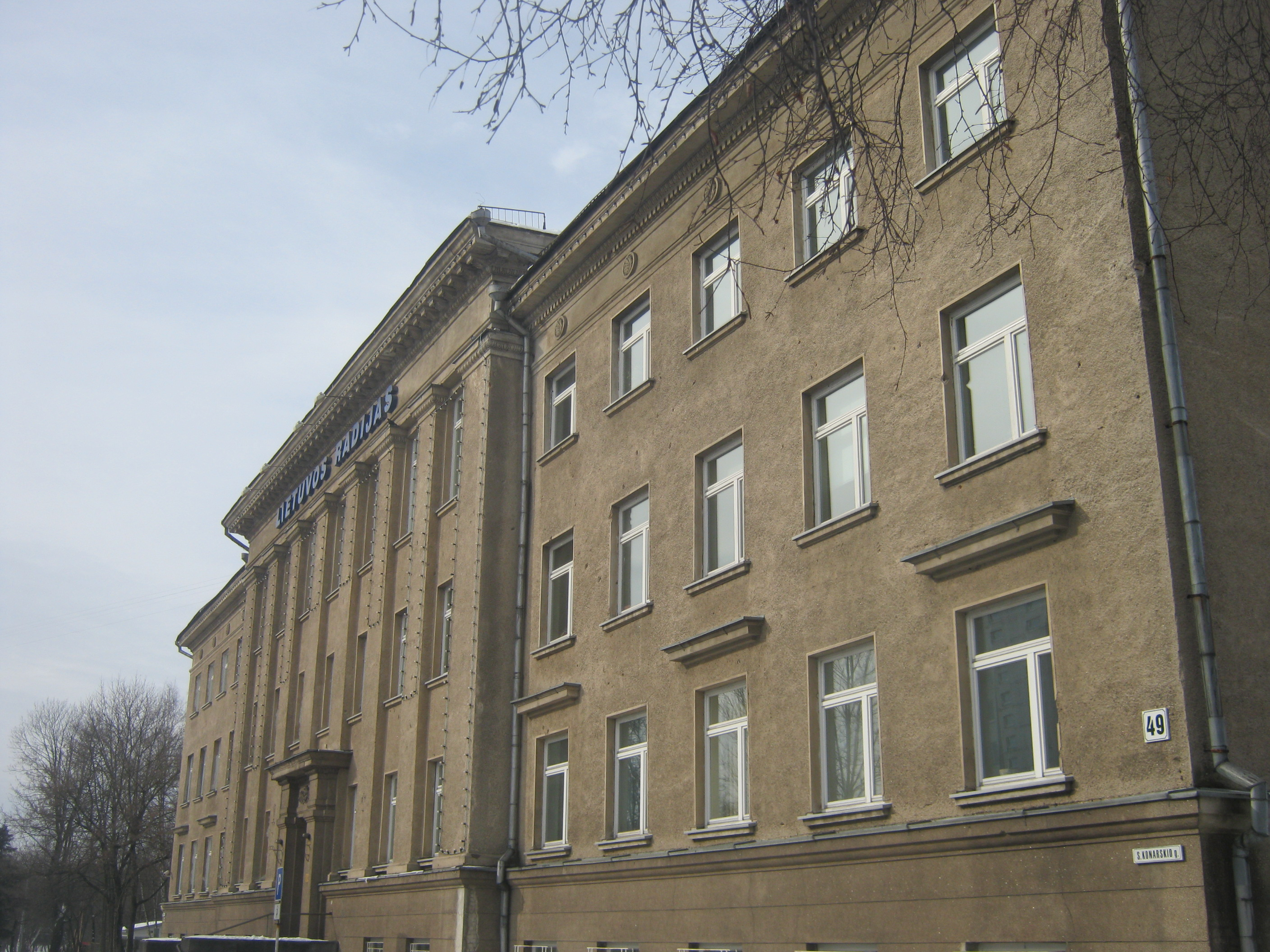
Estúdios de rádio,

Atualmente, a LRT é constituída pelas seguintes estações de rádio:
| Logótipo | Estação     | Descrição | Canais                        | Fundação                        |
| -------- | ----------- | --- | ----------------------------- | ------------------------------- |
|          | LRT Radijas | Rádio generalista, com programação baseada em conteúdos generalistas e programas de autor, com forte incisão na informação, meteorologia, cultura, história e programação cultural. | FM / LF / Satélite / Internet | 12 de junho de 1926 (99 anos)   |
|          | LRT Klasika | Rádio cultural, com transmissão de música clássica, bem como programas dirigidos para as minorias étnicas do país.                                                                  | FM / Satélite / Internet      | 1956 (69 anos)                  |
|          | LRT Opus    | Rádio alternativa, com a sua programação orientada para jovens. | FM / Satélite / Internet      | 1 de setembro de 2006 (18 anos) |

## Plataformasonline
| Plataforma | Descrição                                                             | Fundação      |
| ---------- | --------------------------------------------------------------------- | ------------- |
| LRT Epika  | Plataforma gratuita de vídeo on demand, com séries e filmes lituanos. | 2023 (2 anos) |

## Programas

### Produções LRT
- Panorama - principal telejornal da emisora
- Auksinis Protas - concurso
- Eurovizija.LT - final nacional lituana para o Festival Eurovisão da Canção

### Outros
- Festival Eurovisão da Canção